# Miloš
Miloš je moško osebno ime.

## Izvor imena
Ime Miloš je s priponko -oš podaljšana skrajšana oblika slovanskih zloženih imen s sestavino -mil ali Mil-. Taka imena so npr. Miloslav, Milomir, Milogost, Milorad, Milbrat, Bratomil. Po mnenju filologa F. Miklošiča nastopa mil v teh imenih pogosteje v pomenu »usmiljen« kot pa v današnjem pomenu »drag, ljub«. Glede na pomen ime Miloš nekateri povezujejo z latinskima imenoma Amatus, Amandus, koledarsko pa z imenom Klemen.

## Različice imena
- moške različice imena: Miloslav, Milko
- ženske različice imena: Miloslava, Miloslavka, Miloša, Miloška, Milka?

## Tujejezikovne različice imena
- pri Srbih (Črnogorcih...): Miloš
- pri Čehih, (Nemcih?? oz. Slovakih): Miloš, Milouš, Miloslav
- pri Madžarih: Milos, Milosz
- pri Poljakih: Miłosz (tudi priimek), Miłobor, Miłobrat, Miłogost, Miłgost, Miłorad, Miłosław, Miełosław, Miłostryj, Miłowit, Miłwit

## Pogostost imena
Po podatkih Statističnega urada Republike Slovenije je bilo na dan 31. decembra 2007 v Sloveniji število moških oseb z imenom Miloš: 1.612. Med vsemi moškimi imeni pa je ime Miloš po pogostosti uporabe uvrščeno na 128. mesto.

## Osebni praznik
V koledarju je ime Miloš zapisano skupaj z imenom Klemen, ki goduje 23. januarja (Klemen, škof in mučenec), 15. marca (Miloš Dvoržak, redovnik, † 15. mar. 1820) in 23. novembra (Klemen Rimski, papež in mučenec, † 23. nov. 97).

## Znane osebe
- Miloš Abram, policist, 1943-45 vod.referata/popis&zaplembo premoženja upornikov
- Miloš Aligrudić, srbski politik
- Miloš Bajc, baletnik
- Miloš Bajić (1915-1995), srbski slikar, profesor
- Miloš Bartol, paleontolog
- Miloš Bašin, umetnostni kustos-galerist, glasbenik
- Miloš Batistuta, novinar
- Miloš Battelino, slovenski igralec
- Miloš Bavec, slovenski geolog, direktor GZS
- Miłosz Biedrzycki (*1967, Koper), poljski poet in prevajalec
- Miloš Bizjak, obramboslovec, drž.sekretar MORS
- Miloš Bogataj, glasbenik kitarist
- Miloš Bojanić, srbski turbo-folk pevec
- Miloš Bonča, slovenski arhitekt in urbanist
- Miloš Borovšak, zdravnik kirurg, travmatolog
- Miloš Brecelj, kolesar
- Miloš Bregar, polkovnik SV
- Miloš Brelih, inženir, gospodarstvenik, politični delavec
- Miloš Brezinský, slovaški nogometaš
- Miloš Brišnik, glasbenik, pevski pedagog
- Miloš Bučar, metalurg, UDV, diplomat, državni uradnik, direktor Kompasa
- Miloš Budin, slovensko-italijanski politik
- Miloš Budnar (*1943), kemik, fizik : IJS
- Miloš Christof/Krištof, prof.slovenščine, prvotno igralec (+ 1986)
- Miloš Crnjanski (1893-1977), srbski pesnik, publicist in diplomat
- Miloš Đelmaš, srbski nogometaš
- Miloš Ebner, arhitekt, direktor strateškega inoviranja, Trimo d.d.
- Miloš Ekar, umetnostni zgodovinar, konservator
- Miloš Flajs, geodet, urbanist, direktor LUZ
- Miloš Florjančič (1955-2020), arhitekt, prof. FA
- Miloš Gabrijel, direktor tovarne Color Medvode
- Miloš Genorio, pevec resne glasbe
- Miloš Gerzina, slikar
- Miloš Gnus (1925-2009), gradbenik, projektant za pomorske gradnje
- Miloš Gorinšek (1913-?), direktor Višje pedagoške šole v Zrenjaninu-Vojvodina, metodik pouka tujih jezikov
- Miloš Gorkič (1922-2020), pravnik
- Miloš Grmek (1940-97), eden pionirjev sežanske košarke, dolgoletni igralec, trener...
- Miloš Gulič (1921-?), strojnik, prof. FS /Novi Sad
- Miloš Forman (1932-2018), češko-ameriški filmski režiser
- Miloš Havel, češki filmski producent
- Miloš Havelka, češki filozof
- Miloš Hočevar (1921-?), partizan, družbenopolitični delavec
- Miloš Hohnjec (1922-?), kipar, podobar v Celju [=? gledališki scenograf; inž. arhitekt]
- Miloš Humek (1917-glasbenik, pedagog, publicist
- Miloš Ivančič, novinar, urednik, publicist, in pesnik
- Miloš Isailović, baletni plesalec
- Miloš Jakeš (1922-2020), češki (češkoslovaški) komunistični politik
- Miloš Jakopec (1928-), novinar, publicist, bibliograf periodike na Dolenjskem
- Miloš Janša (*1950), slovenski veslač, trener
- Miloš Jeftič, arhitekt
- Miloš Jeroml (1928-?), agronom, kmetijski šolnik, partizan - invalid
- Miloš Kalusek (*1968), češki filmski montažer (tudi pri slov. filmih)
- Miloš Kamuščič (1852-1922), šolnik, publicist, humorist
- Miloš Kecman, plesalec
- Miloš Kelih (1900-?), gozdarski inž., strok. za lovstvo in kinologijo
- Miloš Kobal (1926-2018), (nevro)psihiater, forenzik (pravnik, zdravnik), prof. MF
- Miloš Kobe, tehnik
- Miloš Kodrič (1928-78), agronom, vrtnar, politični in kulturni delavec
- Miloš Komac (1939-2022), kemik (IJS)
- Miloš Kopecký, češki igralec
- Miloš Kosec, odbojkar
- Miloš Kosec, arhitekt, kritik, publicist, ur.
- Miloš Kovačič (1934-2016), slovenski gospodarstvenik, dolgoletni predsednik uprave Krke
- Miloš Kraigher, gradbenik, projektant cest
- Miloš Kralj (1930-98), zdravnik
- Miloš Krofta (1922-2002), slovensko-ameriški strojnik, stokovnjak za čiščenje voda
- Miloš Kupec, češki hokejist
- Miloš Kuret (1955-2014), diplomat
- Miloš Kus, fitopatolog, stokovnjak za krompir
- Miloš Lapajne (1925-2014), arhitekt
- Miloš Lavrenčič, slikar in scenograf
- Miloš Leban, glasbenik
- Miloš Ledinek, učitelj in politik
- Miloš Levičnik, glasbenik, pravnik, športnik...
- Mihael (Miloš) Levstik (1861-1939), slovenski učitelj, sadjar, publicist
- Miloš Likar, zdravnik pediater
- Miloš Lindro, makedonski pesnik in esejist, fizik
- Miloš Lužnik, novinar
- Miloš Macarol
- Miloš Macourek (1926-2002), češki pesnik, dramatik in filmski scenarist
- Miloš Macura, ortoped, športni zdravnik
- Miloš Magolič, muzealec, oblikovalec, železaski maketar na Jesenicah
- Miloš Marc (1886-1979), šolnik (2.= slikar)
- Miloš Marinček (1918-2005), gradbenik, projektant, zaslužni profesor
- Miloš Markič, geolog
- Miloš Mavrin, partizanski komisar
- Miloš Mesec, športni delavec
- Miloš Mikeln, slovenski dramatik in pisatelj
- Miloš Miler, geolog
- Miloš Miloš (1941-1966), srbsko-ameriški igralec
- Miloš Iljin Milošević (1920–2012), hrvaško-črnogorski znanstvenik, zgodovinar, arhivist, polihistor, pesnik, glasbenik, muzikolog
- Miloš Milošević (*1972), hrvaški plavalec in trener (srbskega rodu)
- Miloš Milutinović, srbski nogometaš in trener
- Miloš Minić, srbsko-jugoslovanski politik in diplomat, narodni heroj
- Miloš Mlejnik, slovenski violončelist
- Miloš Mokotar,
- Miloš Moretti, vojaški pilot
- Miloš Moskovljević, srbski politik
- Miloš Možina, kulturni delavec, folklornik na Jesenicah
- Miloš Musulin, arhitekt
- Miloš Nikolić, športni delavdec, balinar
- Miloška Nott, humanitarna delavka (begunci) v Angliji, po rodu iz Mb
- Miloš Obilić, srbski vojvoda
- Miloš Obrenović, srbski knez
- Miloš Ogrizek, obveščevalec
- Miloš Omahen, ekonomist
- Miloš Oprešnik, ekonomist, diplomat
- Miloš Pahor, glasbenik flavtist, glasbeni organizator
- Miloš Pantoš, elektrotehnik
- Miloš Pavčič (1922-?), gradbenik hidrotehnik v Rusiji (takrat SZ)
- Miloš Pavlica (*1950), pravnik, politik, poslanec
- Miloš Pavlič (1923-2014), slovenski biokemik
- Miloš Petrovič, bibliotekar
- Miloš Pohole, državni svetnik
- Miloš Polič (1914-1996), strokovnjak za materiale pri gradnji cest
- Miloš Poljanšek (1923-2020), politik in šolnik
- Miloš Požar (1925-1987), akademski slikar, likovni pedagog, športnik?
- Miloš Prinčič, fotograf
- Miloš Prosenc, sekretar predsedstva CK ZKS
- Miloš Pšeničnik, trgovec, žrtev povojnega procesa, ustreljen 1946
- Miloš Pugelj, športni delavec, veslač
- Miloš Radojković, srbdski profesor prava in politik
- Miloš Radović
- Miloš Radulović, črnogorski politik
- Miloš Rašović
- Miloš Roš (1881-?), ljudskoprosvetni delavec
- Miloš Rovšnik, ekonomist, gospodarstvenik, športni delave
- Miloš Rutar (1921-2015), vojaški alpinist/gonik in smučar; športni organizator tekmovanj; podpolk.JLA
- Miloš Rybář (1928-1995), pravnik, zgodovinar, bibliotekar
- Miloš Savčić, srbski gradbeni inženir, podjetnik in politik (župan Beograda)
- Miloš Senčur, medn.inšt.za bliž.vzh.&balk.študije, dr.
- Miloš Simić (*1973), srbsko-slov. violinist in skladatelj
- Miloš Skrbinšek, zborovski pevec, pevski pedag.
- Miloš Sladoje (1961-1999), plavalni trener
- Miloš Slovnik (1920-1969), lesarski strokovnjak
- Miloš Sluga, slovenski hokejist
- Miloš Srdić, filmski direktor fotografije
- Miloš Stare (1905-1984), odvetnik in politik v emigraciji
- Miloš Stergar (1910-2003), športni delavec, mednarodni gimnastični sodnik
- Miloš Šabić, domobranski častnik
- Miloš Škapin
- Miloslav (Miloš) Šmídmajer, češki režiser in producent
- Miloš Šonc
- Miloš Šoškić
- Miloš Štibler (Mihael Stibler) (1882-1969) zadružni delavec, publicist
- Miloš Štros - Polde (1898-1984), ilegalec, družbenopolitični delavec, gospodarstvenik
- Miloš Štros ml. (+2015), "jadralski starešina" / Mb
- Miloš Šulin (1921-2003) metalurg, direktor rudnika živega srebra Idrija
- Miloš Šumonja, hrvaški general JLA srbskega rodu
- Miloš Šurlan, zdravnik radiolog
- Miloš Švabić, novinar, fotoreporter
- Miloš Tavzes, terminolog
- Miloš Teodosić, srbski košarkar
- Miloš Tichý, češki astronom (asteroid 3337 Miloš imenovan po njem)
- Miloš Toni, računalničar/informatik IJS
- Miloš Trbulin, športni delavec- rokoborba (sodnik)
- Miloš Turk (1930-1998), gradbenik
- Miloš "Miša" Trifunović, srbski politik
- Miloš Vastič, kipar samouk
- Miloš Vauhnik (1895-1983), odvetnik, javni delavec, igralec, prevajalec, časnikar
- Miloš Vehovar (1909-2002), gospodarstvenik [elektrotehnik]
- Miloš Verk (1890-?), geograf, šolnik
- Miloš Volarič (1933-), slovenski slikar, grafik, ilustrator, likovni pedagog
- Miloš Volk (1902-?), gimnastični / športni delavec (slov.-bos.)
- Miloš Vratič, športnik telovadec, olimpijec
- Miloš Vujanić, srbski košarkar
- Miloš Vystrčil, češki politik, predsednik senata Češke republike
- Milan Zabukovec - Miloš
- Miloš Zeman, češki politik
- Miloš Zidanšek
- Miloš Zidarič, fotograf
- Miloš Ziherl, glesbenik, partizan
- Oskar (Miloš) Zornik, operni pevec tenorist
- Miloš Žefran, prof. tehnike v ZDA (Chicago)
- Miloš Židanik, zdravnik psihiater
- Miloš Žanko, hrvaško-srbski komunostični politik

## Priimki nastali iz imena
Iz imena Miloš so nastali tudi naslednji priimki: Miloš (mdr. poljski literat Czesław Miłosz), Milošič, Miloševič (pri Srbih Milošević)

## Zanimivost
Pogostost imena Miloš na srbskem jezikovnem področju potrjuje tudi rek, ki je plod besedne igre: Dva loša ubiše Miloša v pomenu »kadar so združeni zmagujejo tudi slabi«.